# 박용진 (경기도의원)
박용진(朴庸鎭, 1970년 8월 6일, 서울특별시 ~ )은 대한민국의 제8대 경기도의원이다.

## 학력
- 1989.03 ~ 1996.08 고려대학교 행정학 학사 졸업
- 2002.03 ~ 2004.08 한양대학교 경영대학원 경영학 석사 졸업
- 2008.09 ~ 2011.02 고려대학교 정책대학원 경제학 석사 졸업
- 2010.03 ~ 2016.02 고려대학교 대학원 행정학 박사 졸업

## 경력
- 중소기업진흥공단 근무
- 2010.07 ~ 2014.06 제8대 경기도의회 의원
- 2010.07 ~ 2012.07 제8대 경기도의회 기획위원회 위원
- 2011.07 ~ 2012.06 제8대 경기도의회 예산결산특별위원회 위원
- 2012.07 ~ 2014.06 제8대 경기도의회 경제과학기술위원회 위원
- 2012.06 ~ 2013.04 민주통합당 경기도당 청년위원장
- 2014.09 ~ 2016.03 공공도시연구소 소장
- 2015.03 ~ 2017.02 국립 한밭대학교 공공행정학과 겸임교수
- 2015.03 ~ 사이버한국외국어대학교 지방행정의회학과 겸임교수
- 2017.07 ~ 2018.03 더불어민주당 경기도당 홍보미디어국장, 전략기획국장
- 2017.09 ~ 2018.08 행정안전부 정책자문위원(지방자치분권분과)
- 2018.12 ~ 2021.10 경기도의회 협치지원담당관, 의정기획담당관
- 2016.04 ~ 고려대학교 정부학연구소 선임연구원
- 2016.09 ~ 지방자치의정연구소 소장

## 서적
- 공공도시를 꿈꾸며

## 역대 선거 결과
| 실시년도 | 선거      | 대수 | 직책   | 선거구                | 정당   | 득표수   | 득표율          | 순위 | 당락 | 비고           |
| -------- | --------- | ---- | ------ | --------------------- | ------ | -------- | --------------- | ---- | ---- | -------------- |
| 2010년   | 지방 선거 | 8대  | 도의원 | 경기 안양시 제5선거구 | 민주당 | 22,129표 | \| \| 55.37% \| | 1위  |      | 초선, 민선 5기 |
|          | 55.37%    |      |        |                       |        |          |                 |      |      |                |

## 참고 자료
- 공식 블로그
- 박용진 - 페이스북